# Kristian Marmor
Kristian Marmor (* 27. Februar 1987 in Türi) ist ein ehemaliger estnischer Fußballspieler, der sich aktuell dem Beachsoccer widmet.

## Karriere

### Vereinskarriere
Marmor begann seine Karriere beim Lelle SK in der Meistriliiga. Danach wechselte er zu mehreren estnischen Fußballvereinen, wo er zuletzt für die 1. und 2. Mannschaft des FC Levadia Tallinn spielt. In der Meistriliiga war Marmor am leistungsstärksten und erzielte in seinen Vereinen FC Levadia Tallinn und FC Valga Warrior insgesamt 14 Tore. Die meisten Tore erzielte er beim FC Levadia Tallinn mit insgesamt 9 Toren.
In der Saison 2008/2009 beendete Marmor seine Fußballkarriere.
2013 wandte er sich wieder dem Fußball zu und spielte beim JK Tarvas Rakvere, bis er am 1. Januar 2014 seine Fußballkarriere ganz beendete.

### Nationalmannschaft
Als Marmor noch in der estnischen U-21-Nationalmannschaft spielte, erzielte er am 25. Juni 2004 erstmals ein Tor in einem Länderspiel, welches auch sein einziges in seiner Länderspielkarriere blieb. Für die Nationalmannschaft kam er am 29. Mai 2009 gegen Wales in einem Freundschaftsspiel zu seinem internationalen Debüt. Am 30. Dezember 2009 nahm Marmor mit seiner Nationalmannschaft an einem internationalen Freundschaftsspiel gegen Angola teil, der mit einem 0:1-Sieg für seine Mannschaft ausging. Außerdem nahm er mehrmals an der U-21-Fußball-Europameisterschafts-Qualifikation teil, und zwar in den Jahren 2004/2005, 2006 und 2007/2008.

### Beachsoccer
Marmor spielt beim SK Augur und ist vorwiegend als Stürmer tätig.

## Erfolge
Marmor wurde in seinem Verein FC Levadia Tallinn zweimal Estnischer Meister, und das in den Jahren 2008 und 2009.